# 川澄浩平
川澄 浩平（かわすみ こうへい、1986年-）は、日本の小説家・推理作家。北海道出身。北海学園大学経済学部経済学科卒業。
2014年、週刊少年ジャンプで行われたストキンPで努力賞を受賞。その後、漫画原作者として読み切り漫画2本を担当した。2018年、『探偵は教室にいない』で第28回鮎川哲也賞を受賞し小説家としてデビュー。

## ミステリ・ランキング
- 週刊文春ミステリーベスト10
  - 2018年 - 『探偵は教室にいない』18位

- 本格ミステリ・ベスト10
  - 2019年 - 『探偵は教室にいない』23位

## 作品リスト

### 小説
- 探偵は教室にいない (2018年10月 東京創元社 ISBN 978-4-488-02559-5 / 2021年9月 創元推理文庫 ISBN 978-4-488-44921-6)
- 探偵は友人ではない (2020年11月 東京創元社 ISBN 978-4-488-02817-6 / 2022年9月 創元推理文庫 ISBN 978-4-488-44922-3)

### 漫画原作
- 妄想を喰らう（漫画：若尾和洋、「少年ジャンプNEXT!!」2014年 vol.5掲載）
- 異能刑事とデイドリーマー（漫画：中島真、「少年ジャンプNEXT!!」2015年 vol.3掲載）